# 神川町 (瀬戸市)
神川町（かみかわちょう）は、愛知県瀬戸市長根連区の町名。丁番を持たない単独町名である。

## 地理
- 瀬戸市の南西部に位置する[8]。西を美濃池町、北を城ケ根町、東を赤重町・菱野町、南を幡西町・東本地町と隣接している[8]。
- 住宅の混在する田園地帯[8]。

### 河川
- 矢田川（山口川）[8] ： 町の南端、幡西町・東本地町との町境を西流している。
- 水無瀬川（矢田川支流）[8] ： 町の北端から西端、城ケ根町・美濃池町との町境を南流し、町の南西端で矢田川に注ぎ込んでいる。

- 水無瀬川（神川町・城ケ根町境）
- 矢田川と水無瀬川の合流点[注釈 1]

### 学区
市立小・中学校に通う場合、学区は以下の通りとなる。また、公立高等学校普通科に通う場合の学区は以下の通りとなる。
| 番・番地等 | 小学校             | 中学校               | 高等学校 |
| ---------- | ------------------ | -------------------- | -------- |
| 全域       | 瀬戸市立長根小学校 | 瀬戸市立水無瀬中学校 | 尾張学区 |

## 歴史

### 町名の由来
町名設定の際、旧美濃池村の字名「神明縄」と「川田」の一文字ずつを採って神川町としたと推察される。なお、1793年（寛政5年）の村絵図では、美濃池村17戸の農家がすべて集中している地区にあたる。

### 沿革
- 1943年（昭和18年）8月9日 - 瀬戸市大字美濃ノ池字神明縄・鳥居畑・川田・前田の全域により、同市神川町として成立[11]。

## 世帯数と人口
2024年（令和6年）1月1日現在の世帯数と人口は以下の通りである。
| 町丁   | 世帯数  | 人口  |
| ------ | ------- | ----- |
| 神川町 | 482世帯 | 884人 |

### 人口の変遷
国勢調査による人口の推移
| 1995年（平成7年）  | 491人 | [ 13 ] |  |
| 2000年（平成12年） | 562人 | [ 14 ] |  |
| 2005年（平成17年） | 578人 | [ 15 ] |  |
| 2010年（平成22年） | 734人 | [ 16 ] |  |
| 2015年（平成27年） | 841人 | [ 17 ] |  |
| 2020年（令和2年）  | 890人 | [ 18 ] |  |

### 世帯数の変遷
国勢調査による世帯数の推移。
| 1995年（平成7年）  | 145世帯 | [ 13 ] |  |
| 2000年（平成12年） | 236世帯 | [ 14 ] |  |
| 2005年（平成17年） | 258世帯 | [ 15 ] |  |
| 2010年（平成22年） | 396世帯 | [ 16 ] |  |
| 2015年（平成27年） | 439世帯 | [ 17 ] |  |
| 2020年（令和2年）  | 489世帯 | [ 18 ] |  |

## 交通

### 鉄道
町内に鉄道は走っていない。最寄り駅は、愛知環状鉄道・愛知環状鉄道線瀬戸口駅になる。

### バス
名鉄バス「本地ヶ原線」
- 【35】名鉄バスセンター - 引山 - 四軒家 - 本地ヶ原 - 菱野団地 系統が走っているが、町内にバス停はない。最寄りのバス停は、神川バス停[注釈 2]になる。

### 道路
愛知県道22号瀬戸環状線 ： 町の中央部を東西に通っている。

## 施設
- 神川児童遊園 ： 町の北部にある公園。ブランコ・すべり台・鉄棒・砂場・ジャングルジムがある。
- 神川町Iちびっこ広場 ： 町の中央部にある小さな公園。ブランコ・すべり台・鉄棒・ジャングルジムがある。また、敷地内に薬師堂があり、木造薬師如来座像が安置され、参詣人も多い[8]。境内に弘法堂と庚申・馬頭観音などの石仏群がある[8]。

- 神川児童遊園
- 神川町Iちびっこ広場
- 薬師堂・弘法堂（ちびっこ広場内）
- 石仏群（ちびっこ広場内）

## その他

### 日本郵便
- 郵便番号 : 489-0933[6]（集配局：瀬戸郵便局[19]）。